# Баррондо, Эрик
Э́рик Барро́ндо (исп. Erick Barrondo; род. 14 июня 1991, Сан-Кристобаль-Верапаc, Альта-Верапас) — гватемальский легкоатлет, специализирующийся в спортивной ходьбе. Серебряный призёр Олимпийских игр в Лондоне. Первый призёр Олимпиады из Гватемалы.

## Карьера

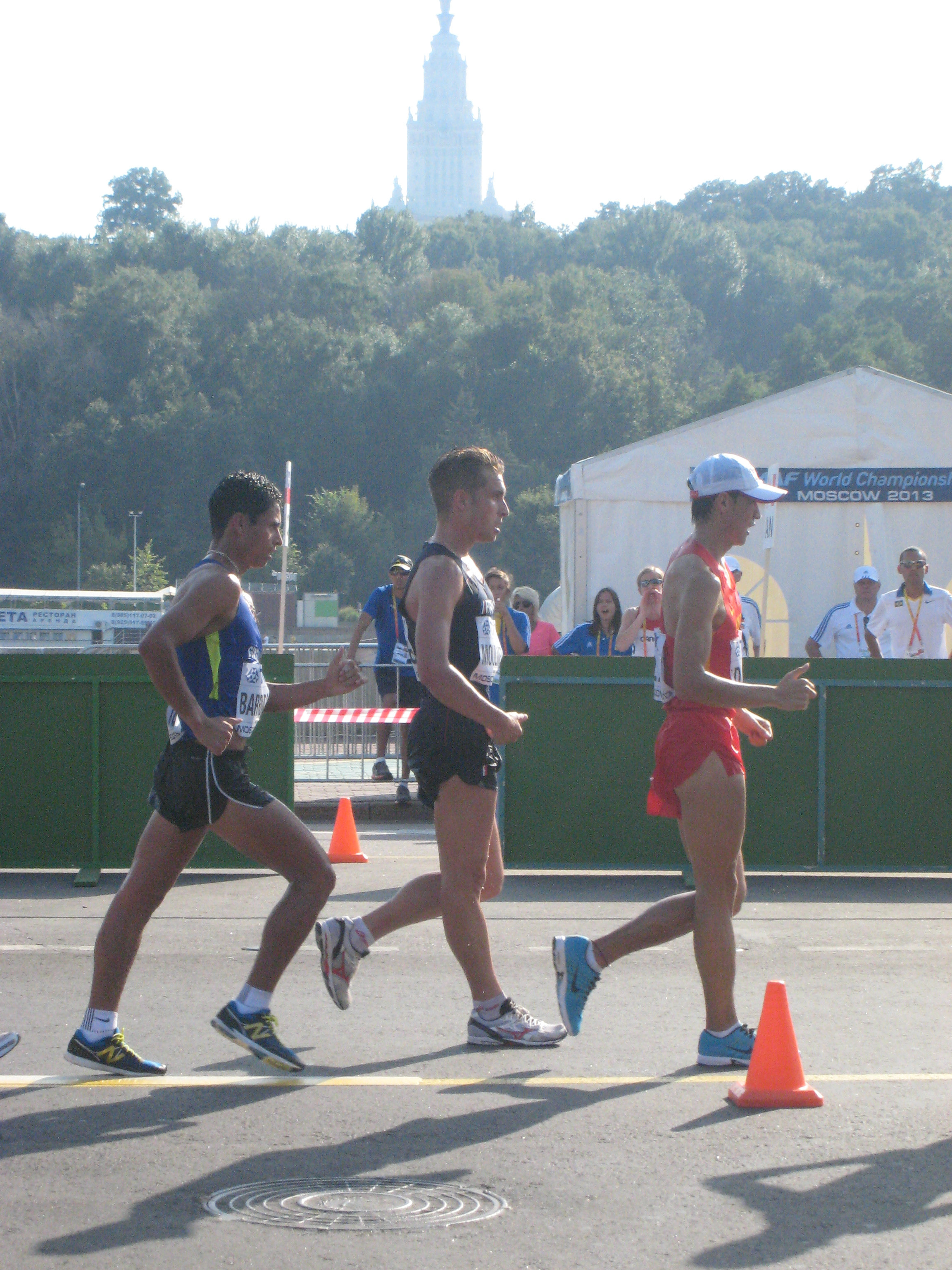
Эрик Баррондо, Чэнь Дин и Бертран Мулине

Первоначально занимался марафонским бегом, но после полученной травмы в качестве метода восстановления ему была предложена спортивная ходьба. Эрик стал заниматься ходьбой у известного кубинского тренера Ригоберто Медины, который в своей карьере воспитал чемпионку Панамериканских игр Кристину Лопес.
На соревнованиях международного уровня дебютировал в 2011 году на Кубке Южной Америки по спортивной ходьбе, на котором занял второе место. После этого показал ряд неплохих результатов в других соревнованиях и получил возможность представлять Гватемалу на чемпионате мира в Тэгу. Там он занял десятое место на дистанции 20 км. После этого, в октябре, на Панамериканских играх Баррендо выиграл золото на аналогичной дистанции, показав время 1:21:51.
На Олимпиаде в Лондоне Эрик Баррондо выступал на двух дистанциях — 20 и 50 километров. На двадцатикилометровой дистанции гватемалец показал результат 1:18:57, уступив всего 11 секунд китайцу Чэнь Дину и завоевал серебряную медаль, которая стала первой медалью в истории Гватемалы. На дистанции 50 километров долгое время держался в группе лидеров, но на второй половине дистанции был снят судьями за нарушения правил спортивной ходьбы.
Выступал на чемпионате мира 2013 года в Москве, но был дисквалифицирован.